# Львовское (Краснодарский край)
Льво́вское — село в Северском районе Краснодарского края Российской Федерации. Административный центр Львовского сельского поселения.

## География
Село расположено на берегу рек Сухой Аушедз и Песчанка, в 6 км южнее основного русла Кубани, в 18 км севернее районного центра — станицы Северской. К западу от села находится Крюковское водохранилище, река Песчанка впадает в водохранилище на южных окраинах села.

## Львовское сельское поселение
В состав Львовского сельского поселения, кроме села Львовского, входят населённые пункты:
- хутор Красный;
- хутор Новоивановский;
- хутор Песчаный;
- хутор Стефановский.

## История
В 1881 году земли, на которых расположено современное село, были куплены отставным гвардии поручиком Николаем Александровичем Львовым. Позже часть земель была продана иногородним крестьянам, образовавшим Львовское поземельное товарищество, состоявшее из нескольких хуторов, крупнейшим из которых был Дмитровский (43 двора в 1884 году). Объединённые хутора с 1897 года стали называться селом Львовским (село утверждено в 1906 году).
В 1958 году, согласно Решению Краснодарского краевого Совета народных депутатов, к селу Львовское присоединён близлежащий хутор Пороно-Покровский. При этом до сих пор и в обиходе, и в некоторых официальных документах хутор продолжают именовать как самостоятельный населённый пункт. Хутор расположен с юго-восточной стороны села.

## Население
| 2002 | 2010  | 2021  |
| ---- | ----- | ----- |
| 4710 | ↗5171 | ↗5455 |

В 1911 в селе проживало 1110 чел., в 1916 году — 1751 чел. В 2002 году население села составляло 4,7 тыс. жителей (с учётом хутора Пороно-Покровского).

## Школы
В селе Львовском расположена одна школа среднего общего образования (МБОУ СОШ 27).